# 서울지방우정청
서울지방우정청(서울地方郵政廳, Seoul Regional Communications Office)은 우정사업본부의 소속기관이다. 2011년 5월 30일 발족하였으며, 서울특별시 종로구 종로 6에 위치한다. 청장은 고위공무원단 나등급에 속하는 일반직공무원으로 보한다. 광화문우체국과 청사를 공유한다.

## 직무
- 우편물의 접수·운송 및 배달
- 우체국예금·우체국보험 등 우체국금융사업

## 연혁
- 1906년 1월: 경성분장지정국 발족.
- 1934년 1월: 경성체신분장국으로 개편.
- 1940년 11월: 경성지방체신국으로 개편.
- 1945년 5월: 경성체신국으로 개편.
- 1949년 11월 22일: 체신부 소속 서울지방체신청으로 개편.[2]
- 1968년 11월 9일: 관할구역 중 경기도와 강원도를 이관하여 중부지방체신청을 분리.[3]
- 1982년 1월 1일: 경기지방체신청을 흡수.[4]
- 1994년 12월 23일: 정보통신부 소속으로 변경.[5]
- 2000년 7월 1일: 우정사업본부 소속으로 변경.[6]
- 2010년 11월 1일: 관할구역 중 인천시와 경기도를 이관하여 경인지방체신청을 분리.[7]
- 2011년 5월 30일: 서울지방우정청으로 개편.[8]

## 관할구역
- 서울특별시
- 인천광역시 중구 운서동 공항동로193번길

## 조직

### 청장
| - 감사관실 우정사업국 - 우정계획과 - 우편영업과 - 소포영업과 - 우편물류과 - 국제영업과 금융사업국 - 예금영업과 - 보험영업과 - 금융검사과 사업지원국 - 운영지원과 - 인력계획과 - 회계정보과 | - 우체국 - 서울중앙우체국 - 서울강남우체국 - 서울마포우체국 - 서울광진우체국 - 서울강서우체국 - 광화문우체국 - 서대문우체국 - 동대문우체국 - 서울관악우체국 - 서울은평우체국 - 여의도우체국 - 서울금천우체국 - 서울성북우체국 - 서울강동우체국 - 서울송파우체국 - 서울양천우체국 - 서울동작우체국 - 서울서초우체국 - 서울용산우체국 - 서울노원우체국 - 서울중랑우체국 - 서울도봉우체국 - 서울구로우체국 - 우편집중국 - 동서울우편집중국 - 물류센터 - 국제우편물류센터 |

## 기록
- 2011년에 17억 9천여 만 통의 우편물을 접수하고 13억 6천여 만 통을 배달하였다.